# Идро (озеро)
Идро (итал. Idro; или Eridio на диалекте провинции Брешиа) — пресное озеро ледникового происхождения на реке Кьезе, расположенное в Италии, в провинции Брешиа области Ломбардия (небольшой участок озера относится к провинции Тренто области Трентино-Альто-Адидже).
Площадь поверхности составляет 11,4 км², максимальная глубина — 122 метра, средняя высота уровня уреза воды 368 м над уровнем моря, объём воды — 33,4 млн м³. Озеро представляет собой искусственный водоём.
Ранее озеро претерпевало процессы заболачивания вследствие отсутствия стока и интенсивного использования его вод для орошения.
Озеро Идро — это первое итальянское природное озеро, регулируемое с помощью искусственной плотины, построенной в 20-х годах XX-го века и управляемое компанией по использованию озера Идро (SLI) вплоть до 24 октября 1987 года. С тех пор время от времени происходят конфликты между различными компетентными органами, местными общинами, компанией L’Enel, которая использует воды озера для гидроэлектростанции в Карпенедо и для мелиоративных работ. С 1996 по 2001 годы в качестве эксперимента был введён максимум спуска уровня озера за сезон и уменьшением с 7 до 3,25 метров от первоначального уровня. С 2009 года лимиты понижения уровня будут урезаны до одного метра за сезон. Все эти меры способствуют оздоровлению озера, делая воду более чистой и препятствуя заболачиванию.
Расположение озера Идро в итальянских Альпах способствует развитию активных видов отдыха — рафтинга, маунтбайка, пеших экскурсий, горных лыж, водных видов спорта, включая дайвинг. Развитие дорожной сети значительно уменьшило время на дорогу от основных международных аэропортов — Брешиа, Вероны, Венеции, Бергамо и Милана. Рекреационные особенности местности расположения озера способствуют развитию экологического туризма в этой зоне.

## Галерея

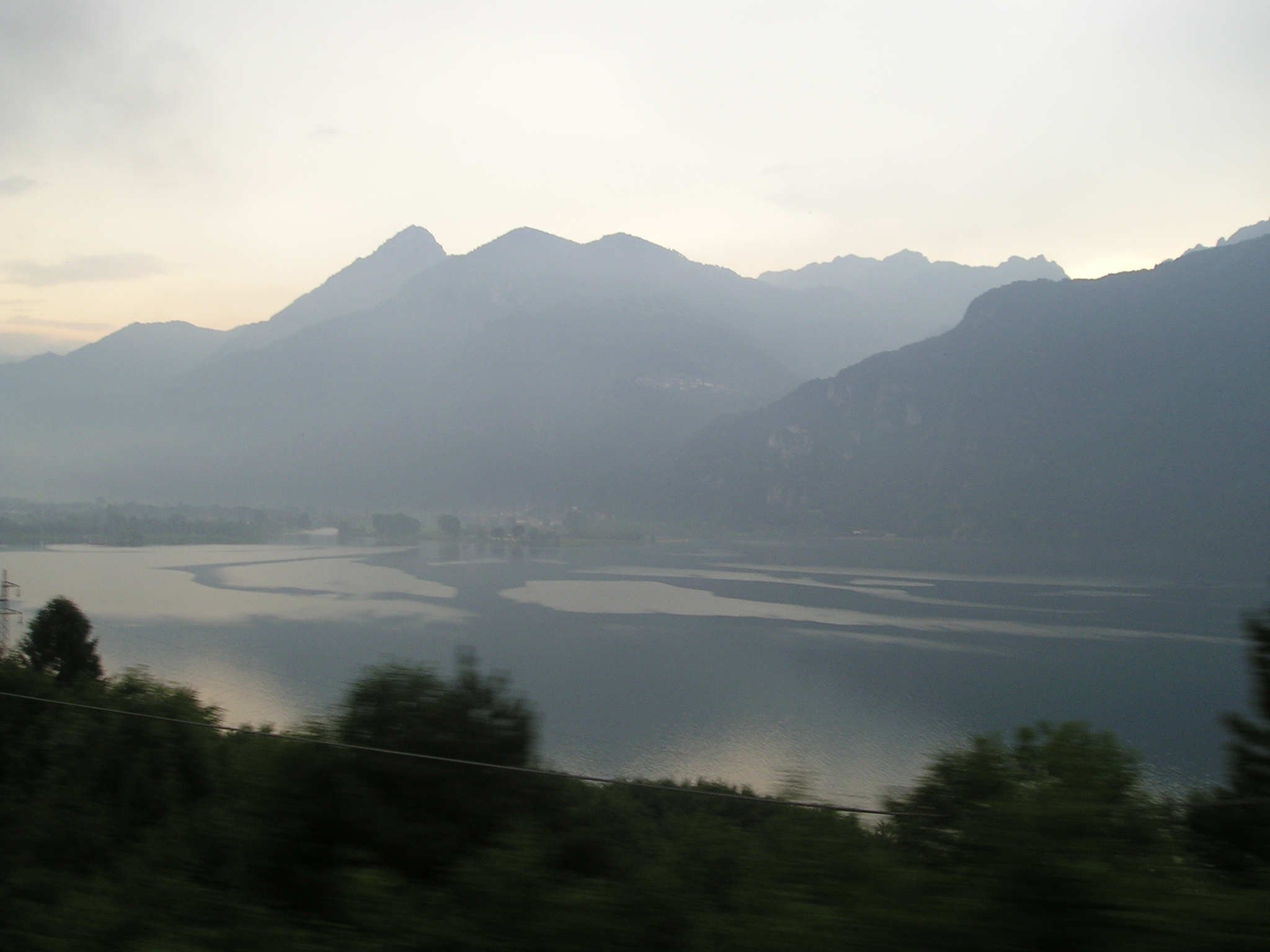
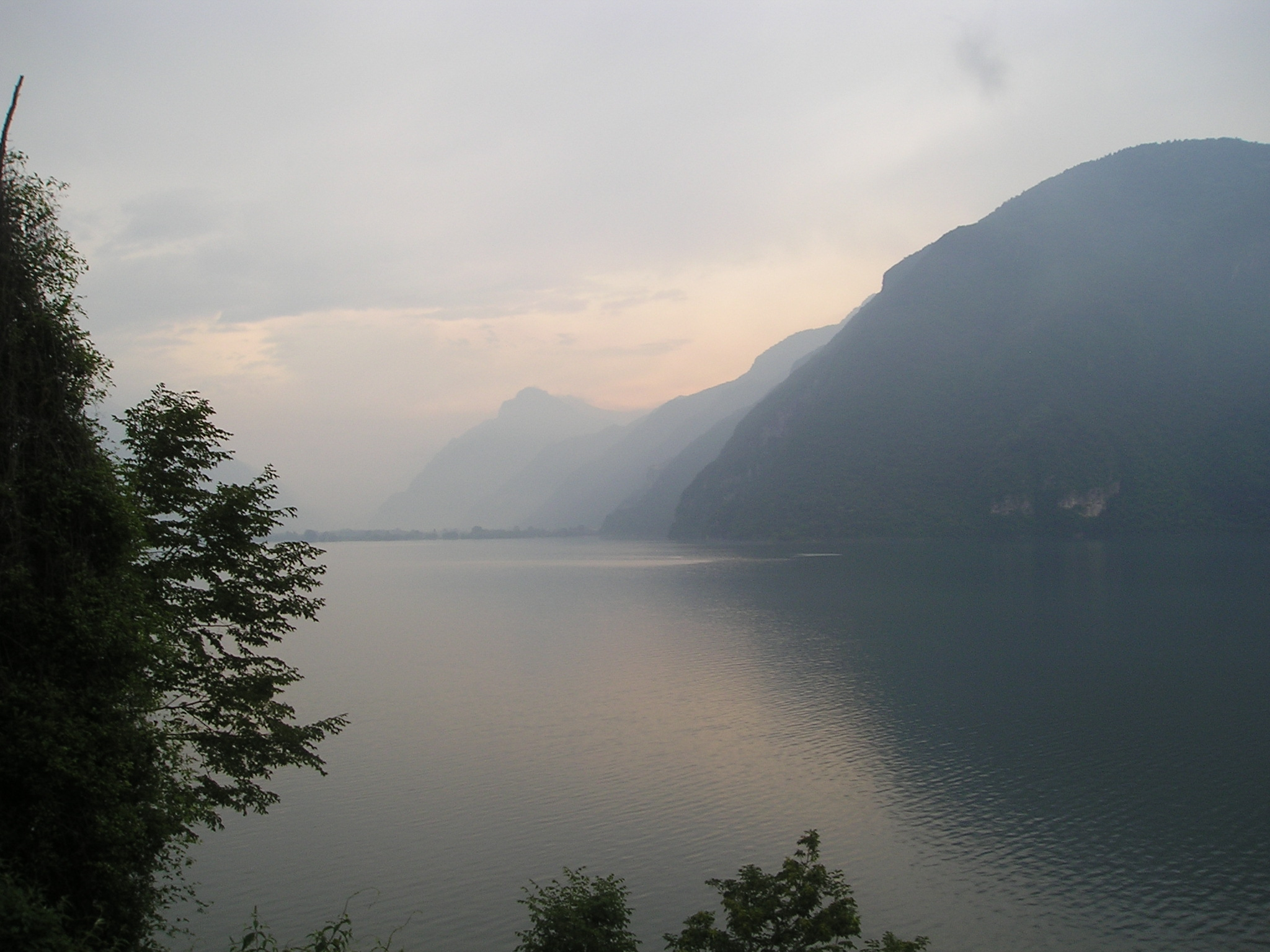
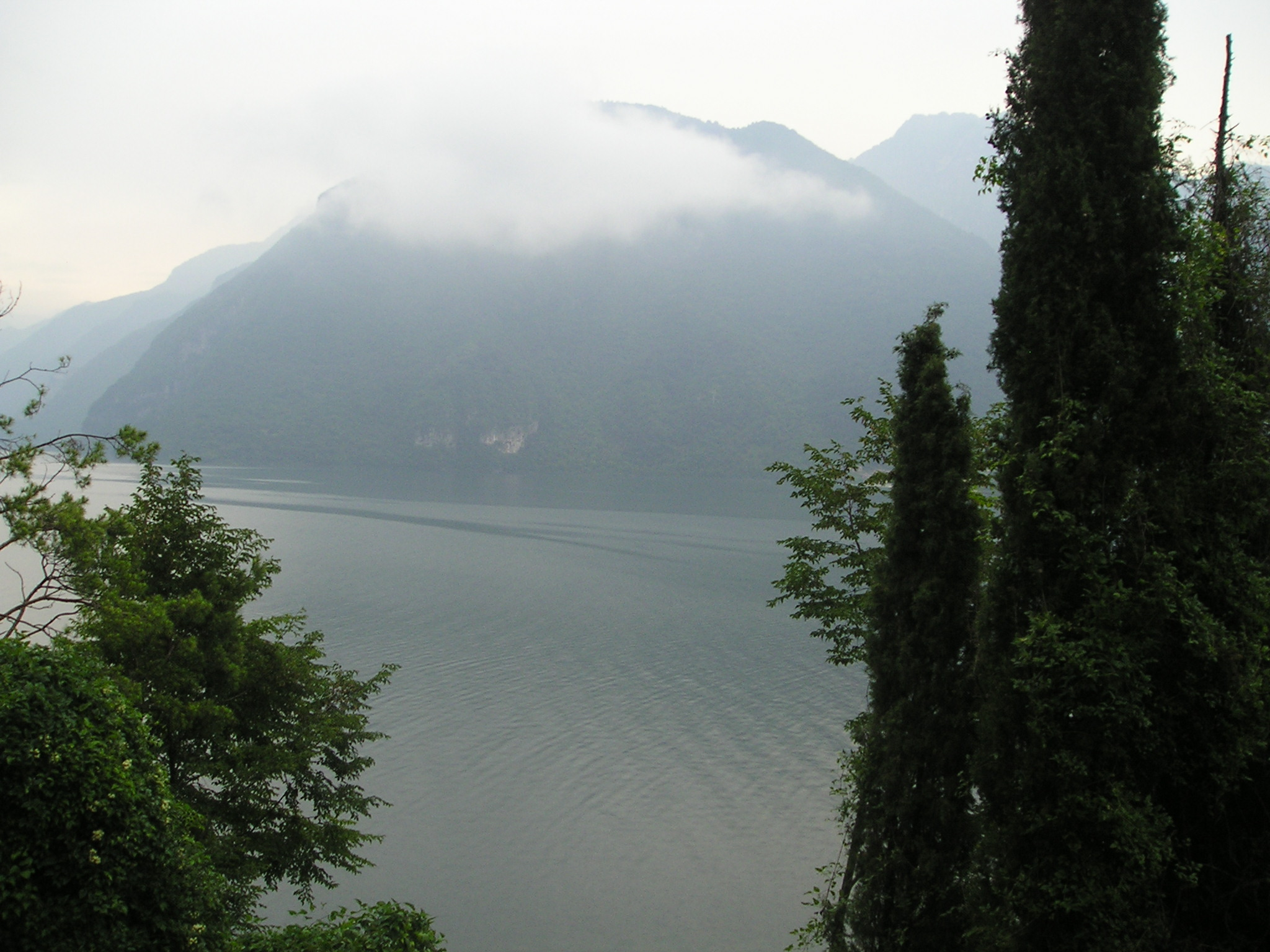